# Lancé
Lancé ist eine französische Gemeinde mit 474 Einwohnern (Stand: 1. Januar 2022) im Département Loir-et-Cher in der Region Centre-Val de Loire. Sie gehört zum Arrondissement Vendôme und zum Kanton Montoire-sur-le-Loir. Die Einwohner werden Lancéens genannt.

## Geografie
Die Gemeinde Lancé liegt an der Quelle der Brenne, elf Kilometer südlich von Vendôme und etwa 26 Kilometer nordwestlich von Blois. Umgeben wird Lancé von den Nachbargemeinden Nourray im Nordwesten und Norden, Crucheray im Nordosten, Pray im Osten, Gombergean im Süden sowie Saint-Amand-Longpré im Westen.

## Einwohnerentwicklung
| Jahr                       | 1962 | 1968 | 1975 | 1982 | 1990 | 1999 | 2006 | 2013 | 2022 |
| -------------------------- | ---- | ---- | ---- | ---- | ---- | ---- | ---- | ---- | ---- |
| Einwohner                  | 467  | 434  | 367  | 345  | 414  | 407  | 430  | 449  | 474  |
| Quellen: Cassini und INSEE |      |      |      |      |      |      |      |      |      |

## Sehenswürdigkeiten
- früheres Priorat und Kirche Saint-Martin, Monument historique

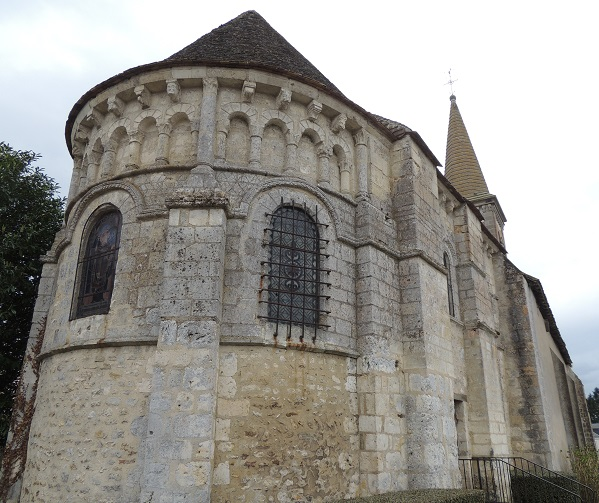
Kirche Saint-Martin

## Meteorit
Am 23. Juli 1872 fielen in der Nähe des Ortes zahlreiche Meteoritenfragmente zur Erde, von denen sechs Steine geborgen werden konnten. Die Gesamtmasse des gefundenen Meteoriten betrug ungefähr 52 Kilogramm. Dabei handelte es sich um einen von bisher nur sechs beobachteten Meteoritenfällen weltweit, die dem Typ CO eines Kohligen Chondriten zugeordnet werden konnten.

## Persönlichkeiten
- Jean-Claude Genty (* 1945), Radrennfahrer